# Andrzej Gorzym
Andrzej Gorzym – fizyk, dziennikarz naukowy Życia Warszawy, magazynu popularnonaukowego Problemy, współtwórca nowego edycji miesięcznika Wiedza i Życia w 1988 r. i jej redaktor naczelny w latach 1989–2001. Współtworzył i był również pierwszym redaktorem naczelnym magazynu Świat Nauki, polskiej wersji Scientific American. Kierownik działu naukowego tygodnika Polityka w latach 2001–2013. W 2000 r. otrzymał nagrodę im. Hugona Steinhausa za całokształt twórczości.